# Melissodes subillata
Melissodes subillata är en biart som beskrevs av Laberge 1961. Melissodes subillata ingår i släktet Melissodes och familjen långtungebin. Inga underarter finns listade i Catalogue of Life.